# كاني برد (كاني سور)
کاني برد (بالفارسية: کانی برد) هي قرية تقع في إيران في قسم کاني سور الريفي. يقدر عدد سكانها بـ 107 نسمة بحسب إحصاء 2016.